# Francesco Roccati
Francesco Roccati (Torino, 9 giugno 1908 – Torino, 22 luglio 1969) è stato un maratoneta italiano.

## Biografia
Nato nel 1908 a Torino, a 24 anni partecipò ai Giochi olimpici di Los Angeles 1932, nella maratona, non riuscendo ad arrivare al traguardo.
Per quattro volte (1931 in occasione della Maratona di Torino, 1938, 1939 e 1942) fu campione italiano nella maratona, rispettivamente in 2h48'12"1/5, 2h41'26"3/5, 2h39'37"0 e 2h49'45"2.
Morì nel 1969, a 61 anni.

## Palmarès
| Anno | Manifestazione  | Sede        | Evento   | Risultato | Prestazione | Note |
| ---- | --------------- | ----------- | -------- | --------- | ----------- | ---- |
| 1932 | Giochi olimpici | Los Angeles | Maratona | dnf       | dnf         |      |

## Campionati nazionali
- 4 volte campione nazionale assoluto della maratona (1931, 1938, 1939, 1942)

1931
- Oro ai campionati italiani di maratona - 2h48'12"1/5

1938
- Oro ai campionati italiani di maratona - 2h41'26"3/5

1939
- Oro ai campionati italiani di maratona - 2h39'37"0

1942
- Oro ai campionati italiani di maratona - 2h49'45"2

1945
- Bronzo ai campionati italiani di maratona - 2h49'09"2

## Altre competizioni internazionali
1931
- Oro alla Maratona di Torino ( Torino) - 2h48'12"